# Восьмеричный путь (физика)
Восьмеричный путь (англ. Eightfold way) — термин в физике, относящийся к классификации сильновзаимодействующих элементарных частиц (называемых адронами). Их удалось систематизировать, объединив в группы по восемь — два типа адронов в центре и шесть в вершинах правильного шестиугольника. Такая классификация получила название восьмеричный путь (напоминая об одноименном понятии в буддизме). В начале 1960-х годов теоретики поняли, что эту закономерность можно объяснить лишь тем, что некоторые элементарные частицы состоят из более фундаментальных структурных единиц.
Теория восьмеричного пути была независимо друг от друга предложена Мюрреем Гелл-Манном и Ювалем Неэманом (1961). Заслуга в систематизации эмпирических данных и нахождения общих закономерностей в поведении ряда элементарных частиц принадлежит Гелл-Манну. Восьмеричный путь Гелл-Манна представлял собой общую теоретическую схему, позволившую сгруппировать все сильновзаимодействующие частицы (барионы и мезоны) в семейства.